# Куровка (Хмельницкая область)
Куровка (укр. Курівка) — село в Городокском районе Хмельницкой области Украины.
Население по переписи 2001 года составляло 316 человек. Почтовый индекс — 32014. Телефонный код — 3251. Занимает площадь 1,179 км². Код КОАТУУ — 6821284201.

## Местный совет
32014, Хмельницкая обл., Городокский р-н, с. Куровка